# Bhutan ai Giochi della XXX Olimpiade
Il Bhutan ha partecipato ai Giochi della XXX Olimpiade di Londra, che si sono svolti dal 27 luglio al 12 agosto 2012, con una delegazione di 2 atleti.
Il Bhutan non ha conquistato medaglie in questa edizione dei Giochi.

## Tiro
Gare femminili
| Gara                        | Atleta         | Qualificazioni | Qualificazioni | Finale          | Finale          | Finale          |
| Gara                        | Atleta         | Punteggio      | Pos.           | Punteggio       | Punt. totale    | Pos.            |
| --------------------------- | -------------- | -------------- | -------------- | --------------- | --------------- | --------------- |
| Carabina 10m aria compressa | Kunzang Choden | 381            | 56ª            | non qualificata | non qualificata | non qualificata |

## Tiro con l'arco
Gare femminili
| Gara                  | Atleta     | Turno di qualificazione | Turno di qualificazione | Turno 1               | Turno 2         | Ottavi          | Quarti          | Semifinali      | Finale          |
| Gara                  | Atleta     | Punteggio               | Pos.                    | Turno 1               | Turno 2         | Ottavi          | Quarti          | Semifinali      | Finale          |
| --------------------- | ---------- | ----------------------- | ----------------------- | --------------------- | --------------- | --------------- | --------------- | --------------- | --------------- |
| Individuale femminile | Sherab Zam | 589                     | 61ª                     | Lorig (USA) (4) P 0–6 | non qualificata | non qualificata | non qualificata | non qualificata | non qualificata |